# معركة كالكاسيو
معركة كالكاسيو (بالإنجليزية: Battle of Calcasieu Pass) هي معركة وقعت في 6 مايو 1864 ، عند مصب نهر كالكاسيو في جنوب غرب لويزيانا ، أثناء الحرب الأهلية الأمريكية . قدمت قوات الاتحاد على متن سفينتين بحريتين  كانت مدينة الجرانيت الأمريكية قد عادت قبيل المعركة إلى أيدي الكونفدراليين. وقال الكابتن جوزيف أ. بريكهاوس، وهو من قدامى المحاربين في الكونفدرالية، "لقد قاتلنا في المرتفعات المفتوحة، حيث شننا الهجوم بأربع قطع صغيرة من المدفعية وأقل من 300 من المشاة، مسلحين بشكل ضعيف، ونهاجم في البراري المفتوح اثنين من القوارب واستولت عليها بعد عمل استغرق أقل من ساعتين و 40 دقيقة. " وتم تقسيم القوات الكونفدرالية في هذه المعركة إلى خمس كتائب. الكتيبة الأولى كانت بطارية كروزباور، مدفعية تكساس الخامسة. وكل جندي في هذه الكتيبة كان من مواليد ألمانيا، وهاجروا جميعًا إلى الولايات المتحدة خلال الحرب الأهلية. سميت الكتيبة الثانية كتيبة غريفين، وكان يقودها العقيد. وليام هنري جريفين. الكتيبة الثالثة كانت كتيبة سبارت، بقيادة الملازم أول. اشلي دبليو. وكان آخرها كتيبة دالي، وحدة الفرسان الوحيدة في المعركة. فورا وعندما وصلت قوات الاتحاد، قصفوا على الفور قلعة كونفدرالية مهجورة عند مصب النهر. ومن ثم تم إرسال قوارب حربية بالمال لشراء الماشية من المزارعين الجنوبيين المحليين. انتهى الأمر بالقيام بسرقة الماشية والخيول من مزارع يو إس إس جرانيت سيتي. هذا دفع الكونفدرالية بالاشتباك مع السفن الاتحادية كانت قد وصلت القوات الكونفدرالية المحلية بهدوء واستعدت لهجوم ليلي على قوات الاتحاد. وعندما ذهب بعض قوات الاتحاد للنوم، انتهز الكونفدراليون الفرصة وانتقلوا بمدافعهم. واصطفت المدافع على بعد 1000 ياردة من الزوارق الحربية، في حين تقدم سلاح الفرسان وجنود المشاة. اخترقت العديد من قذائف المدفع أجسام الزوارق الحربية، تكبدت قوات الاتحاد خسائر عديدة. لم يفقد الكونفدراليون الكثير من الجنود.